# St-Jean-Baptiste (Bourdalat)

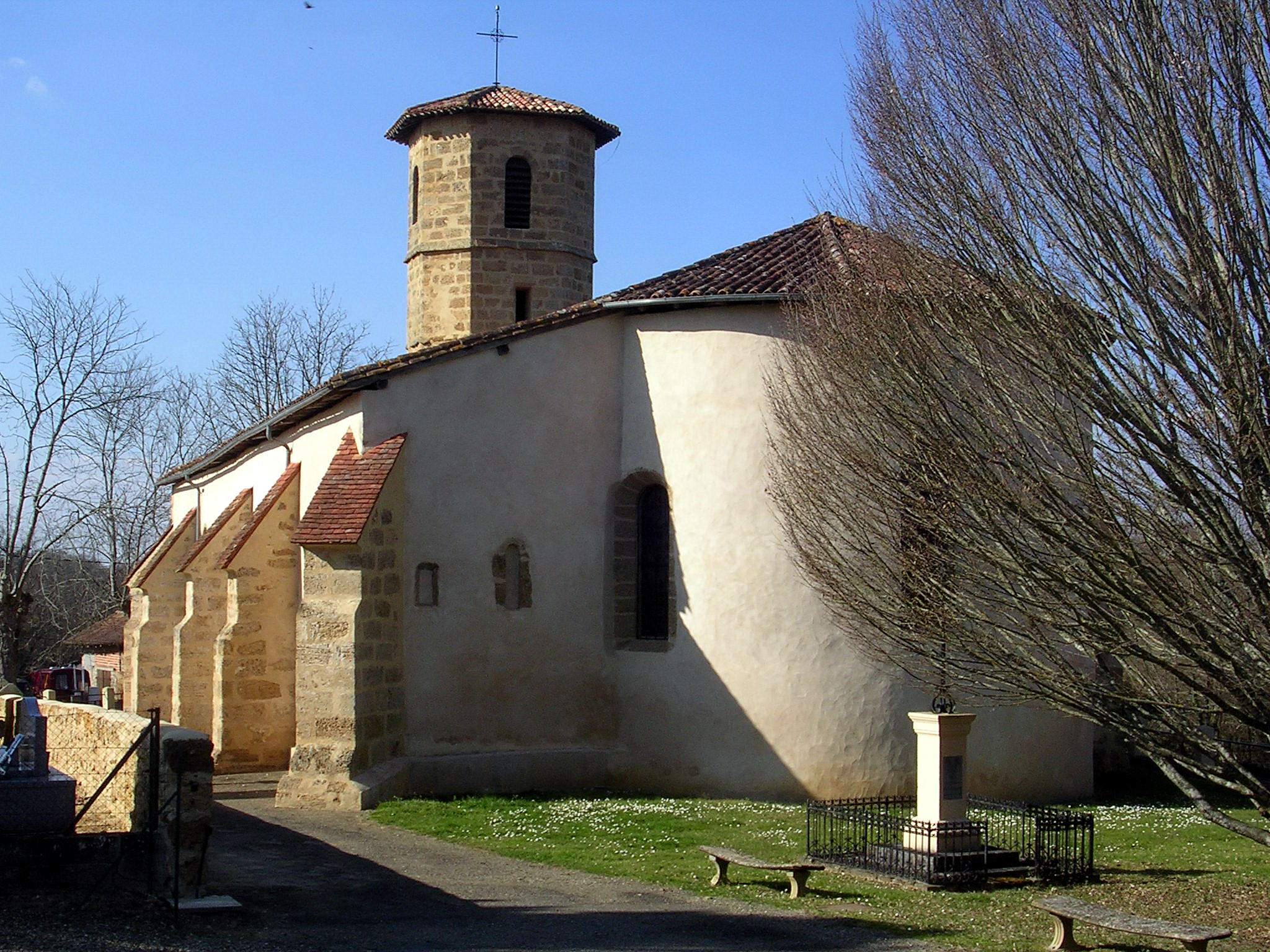
Pfarrkirche St-Jean-Baptiste in Bourdalat

Die katholische Pfarrkirche St-Jean-Baptiste in Bourdalat, einer französischen Gemeinde im Département Landes in der Region Nouvelle-Aquitaine, wurde ursprünglich im 14. Jahrhundert erbaut.

## Geschichte
Die Johannes dem Täufer geweihte Kirche wurde vermutlich im 14. Jahrhundert errichtet. Dieses erste Gebäude dürfte mit unregelmäßigen Bruchsteinen gebaut sein und ein einschiffiges Langhaus umfassen, das im Osten mit einer einfachen flachen Wand abgeschlossen war. Im 15. oder 16. Jahrhundert wurde die Kirche im Westen durch einen Glockenturm aus mittlerem, regelmäßigem Mauerwerksverband erweitert. Er besteht aus einem viereckigen Erdgeschoss mit Kreuzrippengewölbe aus Ziegelsteinen, einem ersten Geschoss mit gleichem Grundriss und drei Geschossen mit oktogonalem Grundriss. Der Übergang vom Viereck zum Oktogon wird durch Trompen aus Ziegelstein an den Ecken der ersten Etage hergestellt. Die Stockwerke, die über eine kleine Empore im Kircheninneren erreicht werden können, besitzen aus Gründen der besseren Verteidigung nur kleine Lichtöffnungen mit Ausnahme des oberen Teils, der durch richtige Fenster ausgeleuchtet wird.
Die Liste der wenigen Objekte, die protestantische Truppen in den Hugenottenkriegen im 16. Jahrhundert davongetragen haben, offenbart die relative Armut der Kirche in jener Zeit. Auf der anderen Seite war der Schaden dennoch groß, umgestürzte Altäre, zerbrochene Möbel, verbrannte Bücher und Wäsche. Kurz danach wurde die östliche Wand durch eine halbrunde Apsis mit der gleichen Breite wie das Langhaus ersetzt. An der Südseite wurde eine Seitenkapelle zu Ehren der Jungfrau Maria errichtet, die im Jahre 1692 restauriert, aufgestockt und mit Strebepfeilern versehen wurde. Im gleichen Zug wurde das Hauptschiff mit einer bemalten Decke verschönert, wie die Reste im Dachstuhl der Seitenkapelle zeigen, die bei Restaurierungsarbeiten in den Jahren 1998 und 1999 zutage traten. Die durch Regenwasser beschädigten Planken zeigten pflanzliche und figürliche Motive von schöner Qualität.
Im Jahre 1764 wurde die Sakristei errichtet und umfangreiche Arbeiten zur Verschönerung der Kirche durchgeführt, Ausbesserung des Bodenbelags, Vergolden von Gegenständen, Ersetzen der Holzdecke durch ein Gewölbe aus Gips, Verzierungen aus Gips im Langhaus und im Chor, Aufbau eines Windfangs aus Holz, der eine kleine Empore mit geschnitzten Balustern trägt und Anfertigung einer reich verzierten, polychromen Eingangstür.
Am 5. Juli 1795 konstatiert der Gemeinderat, dass die Kirche ihrer Gemälde und all ihrer Kirchengeräte beraubt wurde, die Altäre zertrümmert, die Täfelung herausgerissen und in der Seitenkapelle aufgehäuft wurde und dass die Hälfte des Bodenbelags entfernt wurde. Allerdings blieb die Kirche selbst intakt, und die Bewohner wurden ersucht, sie wieder zu reparieren. Es bedurfte allerdings eines großen Teils des 19. Jahrhunderts, bis Reste der Ausstattung des Chors wiedererlangt, vervollständigt und aufgestellt wurden. Eine Ausbesserung der Glasfenster erfolgte 1814. In der gleichen Zeit wurde am Fuß des Glockenturms ein asymmetrisches Vordach angebracht. Die Kirche erforderte jedoch umfangreichere Ausbesserungen. 1880 gab das Ministerium des Inneren und Kultur eine Beihilfe von 5.000 Franc zum „Neubau“, 1890 wurden die alten Fenster vergrößert und neue wurden geöffnet dank Spenden des Comte de Maquillé.
Gegen Ende des 20. Jahrhunderts erforderte der schlechte Zustand eine vollständige Restaurierung des Gebäudeäußeren. 1998 und 1999 wurden der Außenputz erneuert, die Strebepfeiler ausbessert, die Dachstühle restauriert und die Dächer neu gedeckt. In den Jahren 2004 und 2005 wurden dagegen das Kircheninnere restauriert, der Innenputz erneuert, der Stuck ausgebessert, alle Wände in alten Farben neu bemalt und eine vollständige Restaurierung der Kirchenausstattung durchgeführt.

## Ausstattung
Der Windfang ist eines der ältesten Elemente der Kirche. Er ist mit einer Kuppel gedeckt, deren Gewölberippen sich in der Mitte in einem Abhängling vereinigen. Geometrische Figuren, darunter Malteserkreuze, sind in den Paneelen der Wandverkleidung eingraviert. Zwei kleine seitliche Türen und zwei große Türflügel führen in das Langhaus. Ein Kopf eines Cherubs mit vergoldeten Flügeln ist oberhalb der Türflügel angebracht.
Das Retabel des Hauptaltars besteht aus zahlreichen vergoldeten oder bemalten Elementen aus Holz. Zwei schmale Paneelen werden von zwei Schlangensäulen eingerahmt, die mit Weinranken verziert sind und nach außen mit Voluten verschönert sind. Die Paneelen zeigen Symbole der Messe und der Eucharistie, links eine Stola, eine Schelle, eine Weintraube, ein Ziborium, ein Vortragekreuz und eine Monstranz, rechts ein Strauß Blätter, eine Aiguière, einen Hammer der Küster, einen Kelch und ein Kreuz mit doppeltem Querbalken. Die Säulen sind bekrönt mit Kapitellen korinthischer Ordnung, die ein Gesims tragen. Blumenkörbe und Blattwerk zieren die Spitzen der Voluten. Das Retabel wird begleitet vom Hauptaltar in Form eines gerundeten Sarkophags mit einem Rocaille-Dekor aus falschem Marmor. Eine große Muschel ziert die Mitte, Pflanzenrankwerke die Seiten.
Altar und Retabel fügen sich ein in eine Täfelung, die sich um den ganzen Chor zieht. Sie wird von Sockeln unterbrochen, auf denen Statuen stehen, die aus dem 19. Jahrhundert datieren. Auf den Täfelungen neben dem Altar ist unten eine Konsole angebracht, darüber als Dekoration ein voluminöser Strauß aus Blättern und Akanthus. Ein langes plissiertes Stoffband verbindet zwei Nägel aus Gold. Die nächsten Zwischenräume sind mit den Sitzen für den Priester und die Ministranten besetzt. Der letzte Zwischenraum auf der rechten Seite umrahmt den Eingang zur Sakristei, die sich neben dem Chor befindet.
Die Sockeln wurden früher vermutlich als Pilaster verlängert, die die Aufteilung des Deckengewölbe des Chors einleiteten. Die sieben Zwischenräume im Deckengewölbe wurden in den 1950er Jahren mit biblischen Motiven bemalt. Die in der Mitte dargestellte Kreuzigung wird rechts von Christi Himmelfahrt und links von Mariä Aufnahme in den Himmel eingerahmt. Die beiden letzten Zwischenräume links illustrieren die Szenen der Verkündigung des Herrn und Mariä Heimsuchung, auf der rechten Seite zeigt Jesus im Tempel und ein Detail des letzten Abendmahls mit Jesus und den Aposteln Petrus und Johannes an seiner Seite.
Ein Betstuhl mit einer Büste eines Bischofs als Flachrelief, der Korb einer alten Kanzel und zwei Beichtstühle, einer davon mit einer perforierten Tür, komplettieren das Mobiliar der Kirche.
Der Glasmaler Gustave Pierre Dagrant lieferte die zwölf Glasfenster der Kirche in einem Zeitraum von insgesamt 25 Jahren. Die beiden Fenster der Empore sind anhand ihres Stils als die ältesten zu erkennen. Sie zeigen die Verkündigung des Herrn und Christi Geburt. 1890 wurde zwei Fenster mit den Darstellungen von Johannes dem Täufer und Ludwig IX. von Frankreich seitlich des Chors eingesetzt. 1899 sind sechs weitere hinzugekommen, davon drei um die nördliche Wand des Langhauses zu verschönern mit Darstellungen des Erzengels Michael und der Heiligen Saturninus von Toulouse und Franz Xaver. Die drei anderen schmücken das Seitenschiff mit den Marienbildnissen Notre-Dame de Buglose und Notre-Dame de Maylis und der Darstellung des heiligen Leopold III. von Österreich. Im Jahre 1900 nahm das Fenster mit der Darstellung der Taufe Jesu seinen Platz in der Taufkapelle ein. 1914 wurde schließlich das Fenster des Chors in der Längsachse mit dem Motiv des Herzens Jesu verziert.

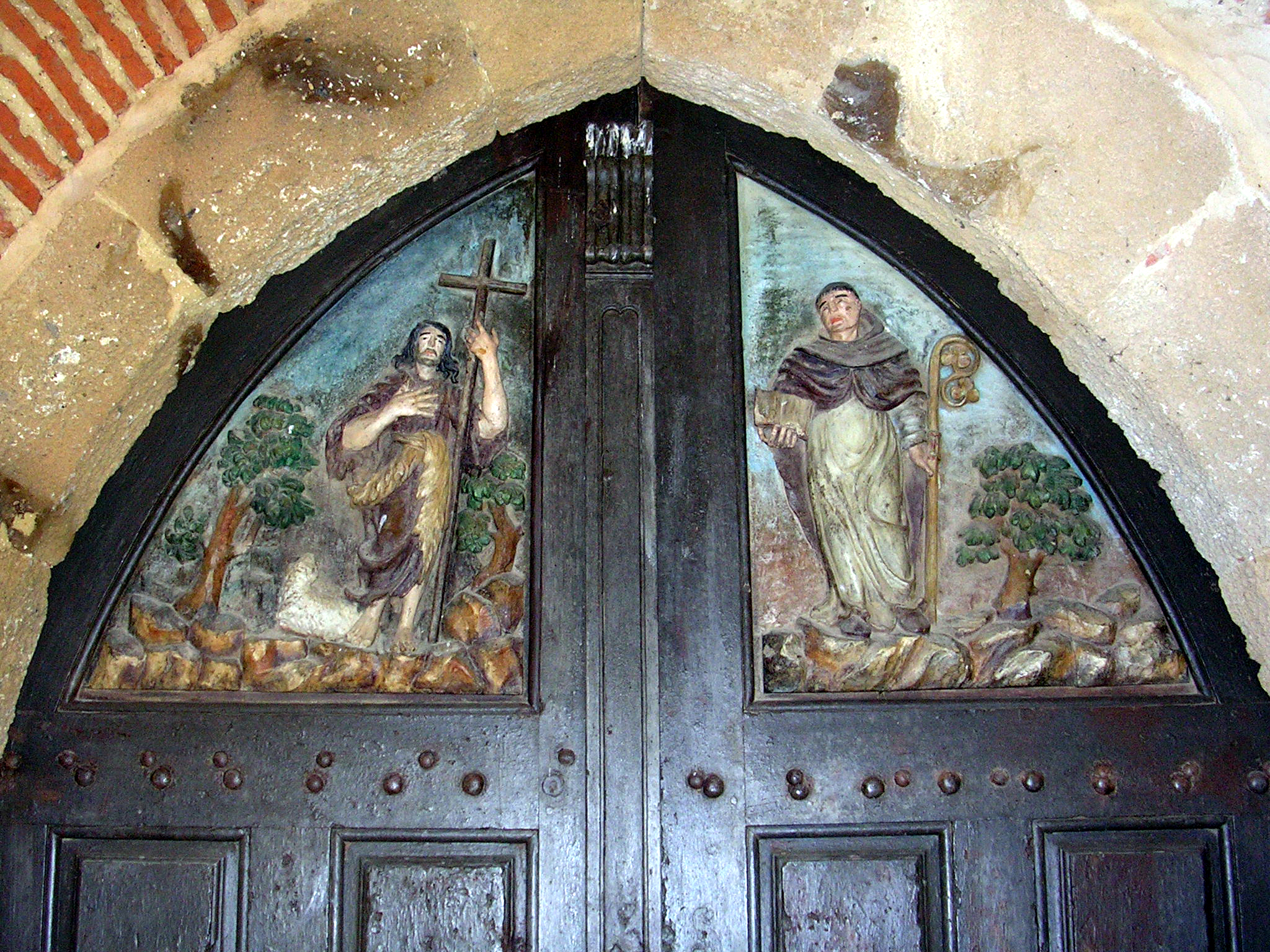
Eingang

Die Eingangstür schließlich gehört zu einer Gruppe von Arbeiten, deren Exemplare seit dem späten 17. Jahrhundert entstanden sind und bei zahlreichen Kirchen in den Landes, besonders in der Region um Mont-de-Marsan zu finden sind. Es sind Künstler aus Mont-de-Marsan, die ihre Werke nach einem ähnlichen Muster erstellen, aus dem Holz gearbeitete Tafeln im unteren Bereich, ein zentrales Motiv, wie ein Löwenkopf, eine Rosette oder Blattwerk und Felder im oberen Bereich mit Darstellungen zweier Heiligen, darunter das des Schutzpatrons der jeweiligen Kirche. Auf der Tür der Pfarrkirche von Bourdalat handelt es sich bei dem zentralen Motiv um eine Rosette aus Akanthusblättern in einem Stabrahmen und die Felder auf dem oberen Bereich stellen Johannes den Täufer mit dem Agnus Dei und den heiligen Benedikt dar. Der Schutzpatron trägt ein Tierfell, hält seine linke Hand flach auf seiner Brust und in seiner rechten Hand ein Kreuz. Benedikt hält in seiner rechten Hand das Buch mit den Ordensregeln, in seiner linken einen Krummstab als Zeichen seines Ansehens.
Die Kirche ist seit dem 6. Januar 1998 als Monument historique  eingeschrieben, ebenso wie als Mobiliar seit dem 1. September 1986 das Retabel und seit dem 4. Februar 1991 die Eingangstür.